# Hatful of hollow
Hatful of hollow is het eerste verzamelalbum van de Britse alternatieve rockgroep The Smiths. Het album werd op 12 november 1984 uitgebracht door Rough Trade Records en bestaat uit de A- en B-kanten van drie singles en een compilatie van radiosessies voor BBC Radio 1.

## Nummers
Alle muziek en teksten zijn geschreven door Morrissey en Johnny Marr. 
| 1.                 | William, it was really nothing (A-kant single)                                             | 2:09 |
| 2.                 | What difference does it make? (Sessie van John Peel, 18 mei 1983)                          | 3:11 |
| 3.                 | These things take time (Sessie van David Jensen, 26 juni 1983)                             | 2:32 |
| 4.                 | This charming man (Sessie van John Peel, 14 september 1983)                                | 2:42 |
| 5.                 | How soon is now? (B-kant van William, it was really nothing)                               | 6:44 |
| 6.                 | Handsome devil (Sessie van John Peel, 18 mei 1983)                                         | 2:47 |
| 7.                 | Hand in glove (A-kant single)                                                              | 3:13 |
| 8.                 | Still ill (Sessie van John Peel, 14 september 1983)                                        | 3:32 |
| 9.                 | Heaven knows I'm miserable now (A-kant single)                                             | 3:33 |
| 10.                | This night has opened my eyes (Sessie van John Peel, 14 september 1983)                    | 3:39 |
| 11.                | You've got everything now (Sessie van David Jensen, 26 juni 1983)                          | 4:18 |
| 12.                | Accept yourself (Sessie van David Jensen, 25 augustus 1983)                                | 4:01 |
| 13.                | Girl afraid (B-kant van Heaven knows I'm miserable now)                                    | 2:48 |
| 14.                | Back to the old house (Sessie van John Peel, 14 september 1983)                            | 3:02 |
| 15.                | Reel around the fountain (Sessie van John Peel, 18 mei 1983)                               | 5:51 |
| 16.                | Please, please, please, let me get what I want (B-kant van William, it was really nothing) | 1:50 |
| Totale duur: 56:11 |                                                                                            |      |

## Bezetting
- Morrissey – zang
- Johnny Marr – gitaar, harmonica, mandoline
- Andy Rourke – basgitaar
- Mike Joyce – drumstel

### Productie
- John Porter – producent
- The Smiths – producent
- Roger Pusey – producent
- Dale Griffin – producent
- Martin Colley – geluidstechnicus
- Mike Robinson – geluidstechnicus (Accept yourself)